# Бурурі (провінція)
Бурурі — одна з 17 провінцій Бурунді. Є найбільшою провінцією країни. Включає місто Бурурі, провінційний центр, а також місто Румонге, розташоване на березі озера Танганьїка.
Провінція Бурурі відома тим, що тут народилось багато видатних військовиків та політичних діячів, зокрема три президенти країни після здобуття незалежності.

## Комуни
Провінція поділяється на такі комуни:
- Бурурі
- Матана
- Мугамба
- Рутову
- Сонья
- В'янда

| Бурунді | Це незавершена стаття з географії Бурунді. Ви можете допомогти проєкту, виправивши або дописавши її. |

3°53′49″ пд. ш. 29°34′40″ сх. д. / 3.89694° пд. ш. 29.57778° сх. д.